# Blasweiler
Blasweiler ist ein Ortsteil der Ortsgemeinde Heckenbach im rheinland-pfälzischen Landkreis Ahrweiler in Deutschland.

## Geschichte
Der Name von Blasweiler geht auf eine Entstehung in der merowingischen Ausbauperiode zurück. Im Jahr 992 wird der Ort erstmals als Blassenvillare überliefert. Im Jahr 1301 trug Theoderich von Kempenich seinen Eigenbesitz im Ort dem Grafen von Luxemburg zu Lehen auf. Blasweiler gehörte zur Herrschaft Kempenich und kam mit dieser zu Kurtrier. 
Im Jahr 1938 wurde Blasweiler mit Nieder- und Oberheckenbach, Beilstein, Cassel, Fronrath und Watzel bei der Anlegung des Luftwaffenübungsplatzes Ahrbrück zwangsgeräumt. Nach 1945 wurden die Orte wiederbesiedelt. 1987 zählte Blasweiler 70 Einwohner.

## Sehenswürdigkeiten
- Katholische Pfarrkirche St. Margareta, erbaut Ende des 13. Jahrhunderts